# Sporting Clube Olhanense 2011-2012
Questa voce raccoglie le informazioni riguardanti lo Sporting Clube Olhanense nelle competizioni ufficiali della stagione 2011-2012. 

## Rosa
| N. |                       | Ruolo | Calciatore       |
| -- | --------------------- | ----- | ---------------- |
| 1  | Portogallo (bandiera) | P     | Bruno Veríssimo  |
| 2  | Portogallo (bandiera) | D     | Carlos Fernandes |
| 3  | Portogallo (bandiera) | D     | Marco            |
| 5  | Portogallo (bandiera) | C     | Diogo            |
| 7  | Portogallo (bandiera) | C     | Rui Baião        |
| 8  | Camerun (bandiera)    | C     | Messi            |
| 9  | Capo Verde (bandiera) | A     | Toy              |
| 10 | Portogallo (bandiera) | C     | Castro           |
| 11 | Brasile (bandiera)    | A     | Djalmir          |
| 12 | Portogallo (bandiera) | P     | Ricardo          |
| 15 | Portogallo (bandiera) | D     | Tengarrinha      |
| 16 | Portogallo (bandiera) | C     | Rui Duarte       |
| 17 | Portogallo (bandiera) | A     | Wilson Eduardo   |
| 18 | Brasile (bandiera)    | A     | Jailson          |

| N. |                         | Ruolo | Calciatore      |
| -- | ----------------------- | ----- | --------------- |
| 19 | Brasile (bandiera)      | D     | Sandro          |
| 20 | Burkina Faso (bandiera) | D     | Stéphane        |
| 21 | Paraguay (bandiera)     | D     | Javier Cohene   |
| 22 | Portogallo (bandiera)   | P     | Hugo Ventura    |
| 23 | Portogallo (bandiera)   | C     | Salvador Agra   |
| 24 | Portogallo (bandiera)   | P     | Ricardo Campos  |
| 25 | Argentina (bandiera)    | C     | Rodrigo Lamardo |
| 26 | Portogallo (bandiera)   | A     | Bruno Mestre    |
| 27 | Brasile (bandiera)      | D     | Anselmo         |
| 29 | Portogallo (bandiera)   | A     | Rabiola         |
| 30 | Brasile (bandiera)      | A     | Guga            |
| 81 | Senegal (bandiera)      | A     | Marcel Gomis    |
|    | Portogallo (bandiera)   | C     | Rui Sampaio     |